# Díszdoboz
Díszdoboz (angolul box set) egy olyan csomag, mely több CD-t, DVD-t és/vagy egyéb hasonló, illetve kiegészítő terméke(ke)t tartalmaz. A csomagba így egybegyűjtött, esetleg korábban külön is értékesített elemek vagy termékek önálló egységként megvásárolhatóan kerülnek a kereskedelembe, esetenként korlátozott számban (limitált kiadás), kimondottan gyűjtőknek szánva.

## Zenei díszdoboz
A zenei díszdoboz tartalmazhat például a stúdióalbumon ki nem adott b-oldalas dalokat korábbi kislemezekről, demófelvételeket a stúdióalbum készítésének idejéből, koncert felvételeket, remix albumokat, válogatáslemezeket vagy Greatest Hits albumokat, mely az előadó vagy zenekar legjobb, illetve legismertebb felvételeit tartalmazza egy időszakból vagy az előadó vagy zenekar pályafutásából. A CD-ket leggyakrabban DVD-lemezek (pl. koncertfelvétellel) egészítik ki a díszdobozban, de sok más is helyet kaphat benne, pl. füzet (a dalszövegekkel, fényképekkel ill. a zenekar történetével), autogramkártya, felvarró, zászló, az előadó vagy zenekar logójával ellátott egyéb emléktárgy stb. A díszdobozos kiadások általában többe kerülnek, mint a hagyományos CD-k.

### Néhány zenei díszdoboz (válogatás)
- AC/DC díszdobozos újrakiadások
- Bee Gees díszdobozos kiadványok
- Black Sabbath: The Rules of Hell
- Deep Purple: The Soundboard Series
- Iron Maiden díszdobozos kiadványok
- Michael Jackson: The Ultimate Collection
- Lady Gaga: Born This Way: The Collection; The Singles (Lady Gaga-album)
- Led Zeppelin (box set)
- Edith Piaf 1915-2015 (box set)
- Queen: The Platinum Collection
- The Rolling Stones díszdobozos kiadványok
- Sex Pistols (box set)
- Trojan Ska Box Set

## Filmes díszdoboz

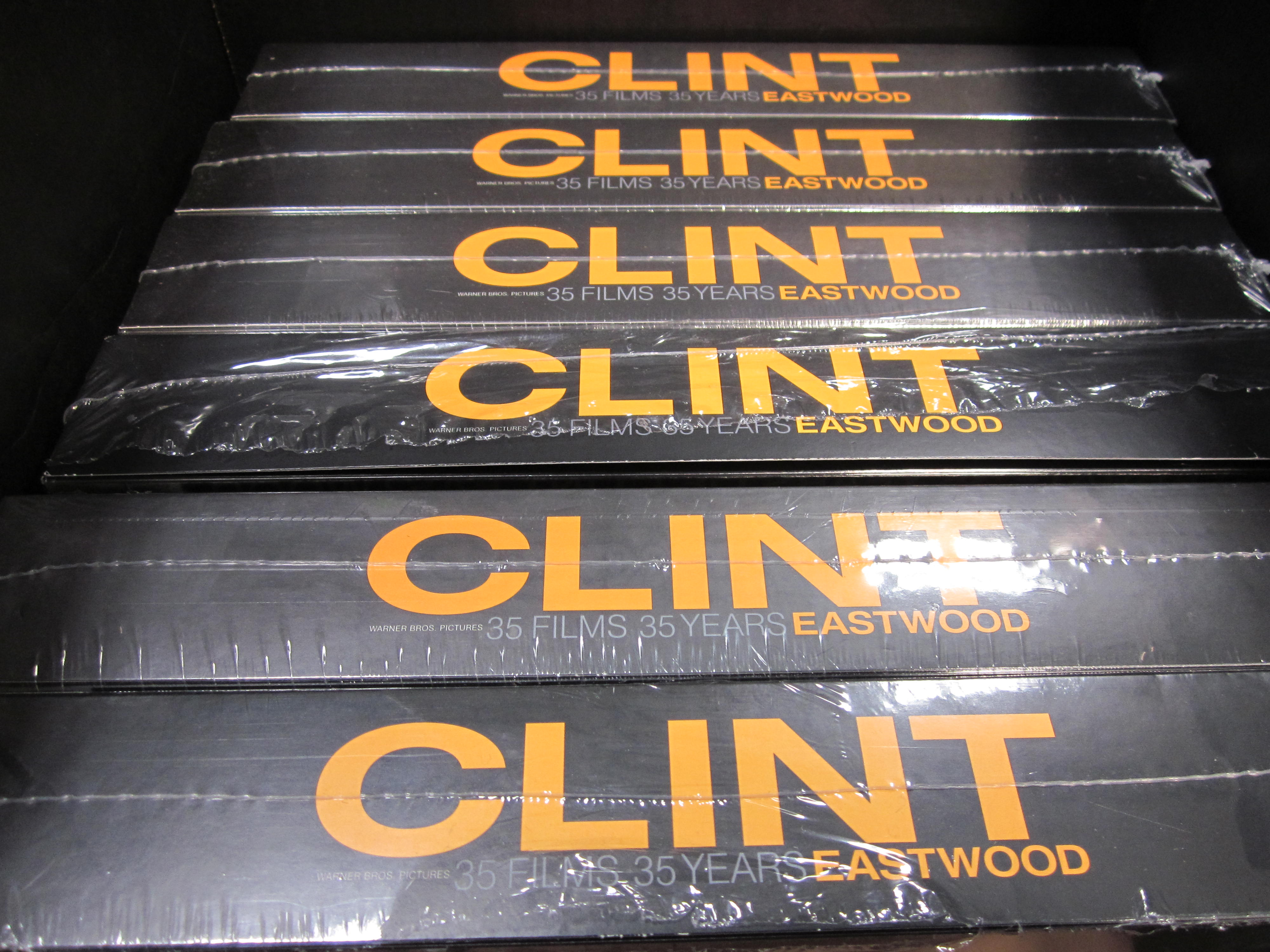
Clint Eastwood – 35 év 35 film

Egy filmes díszdoboz mozifilmeket vagy televíziós sorozatokat tartalmaz – korábban VHS, manapság inkább DVD vagy Blu-ray formátumban. A bónusz lemezre gyakran extra jelenetek, pl. kivágott jelenetek, a kulisszák mögötti jelenetek, forgatási bakik, rendezői kommentárok vagy interjúk a szereplőkkel és stábtagokkal kerülnek. Sorozatok esetén a díszdobozos kiadás egy évad összes epizódját tartalmazza. Egyes színészek filmjeinek válogatását vagy teljes életművét is kiadhatják, illetve filmsorozatokról is készülnek és kerülnek a kereskedelembe díszdobozos kiadások, esetenként felújított vagy rendezői változatok, pl. Alien-sorozat, A Gyűrűk Ura, James Bond gyűjtemény, A keresztapa trilógia, Kubrick gyűjtemény, Magyar népmesék, Mátrix trilógia, Oscar díjas klasszikusok gyűjteménye,  Sherlock, Star Wars – Az első trilógia, Star Wars – A klasszikus trilógia, Vissza a jövőbe.

## Egyéb díszdobozok

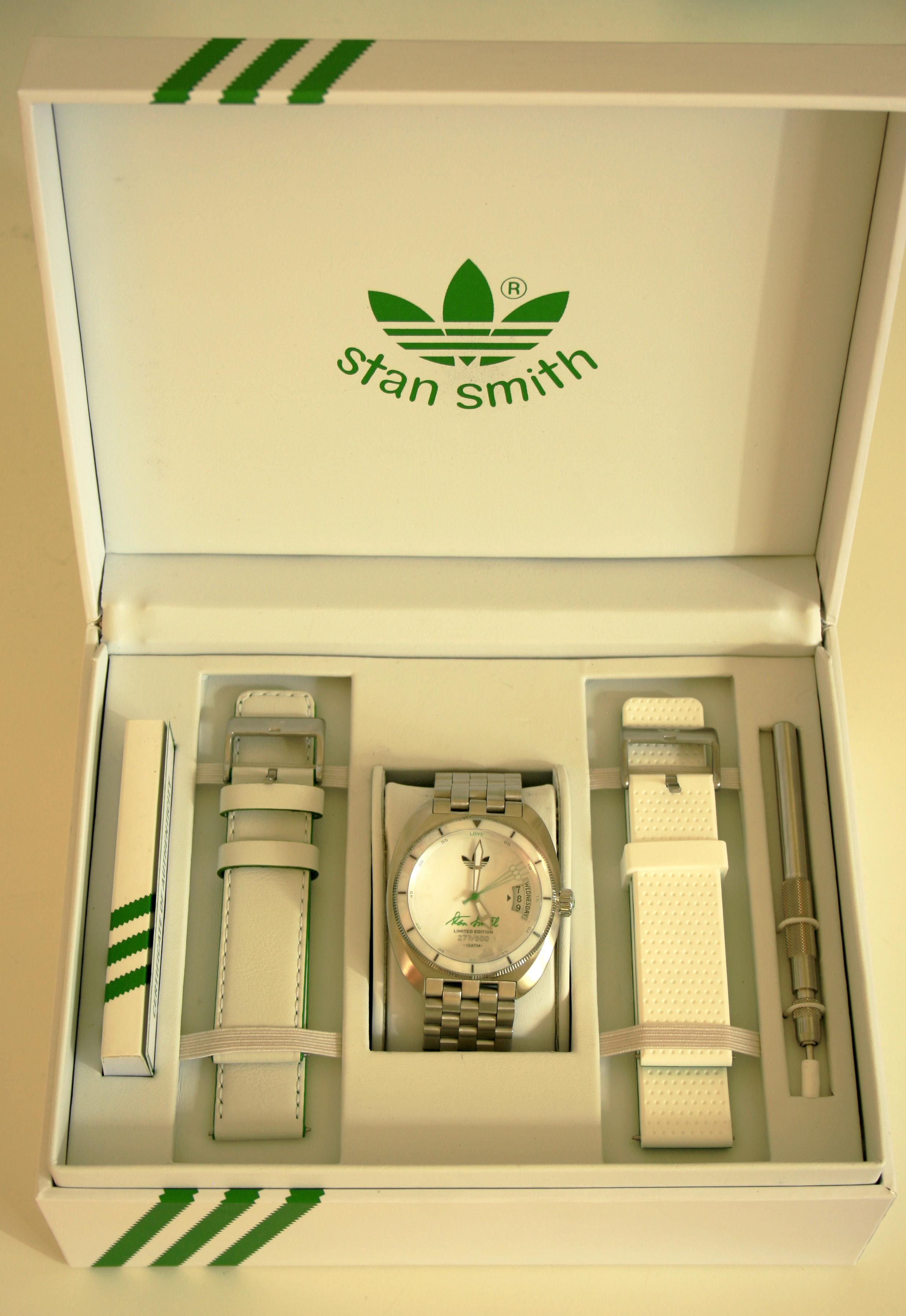
Adidas óra díszdobozban

A kereskedelemben kapható egyéb termékekből, pl. könyvekhez vagy órákhoz kapcsolódóan is vannak díszdobozos termékek. Könyvek esetén a szerző életműve vagy valamely könyvsorozata jelenik meg jellemzően díszdobozban, pl. Shakespeare, Harry Potter-sorozat, Stephen King vagy Jane Austen művei.

## Fordítás
- Ez a szócikk részben vagy egészben  a   Box-set című egyszerűsített angol Wikipédia-szócikk ezen változatának fordításán alapul.  Az eredeti cikk szerkesztőit annak laptörténete sorolja fel. Ez a jelzés csupán a megfogalmazás eredetét és a szerzői jogokat jelzi, nem szolgál a cikkben szereplő információk forrásmegjelöléseként.
- Ez a szócikk részben vagy egészben  a   Box-set című angol Wikipédia-szócikk ezen változatának fordításán alapul.  Az eredeti cikk szerkesztőit annak laptörténete sorolja fel. Ez a jelzés csupán a megfogalmazás eredetét és a szerzői jogokat jelzi, nem szolgál a cikkben szereplő információk forrásmegjelöléseként.